# ویلا پوما
ویلا پوما (به ایتالیایی: Villa Poma) یک کومونه در ایتالیا است که در استان منتووا واقع شده‌است. ویلا پوما ۱۴٫۳ کیلومتر مربع مساحت و ۲٬۰۵۷ نفر جمعیت دارد و ۱۳ متر بالاتر از سطح دریا واقع شده‌است.